# Epina
Epina is een geslacht van vlinders van de familie grasmotten (Crambidae).

## Soorten
- E. alleni Fernald, 1888
- E. dichromella Walker, 1866